# Lašva
A Lašva (cirill betűkkel Лашва) folyó Bosznia-Hercegovina középső részén, a Boszna bal oldali mellékfolyója.
A Karaulska Lašvica és a Komarska Lašvica összefolyásával keletkezik Turbe városkánál. Északnyugatról délkeleti irányban folyik a Dinári-hegységben. Hossza mindössze 50 km, és Zenicánál ömlik a Boszna folyóba.
Már a római korban fontos kereskedelmi út volt a Lašva völgye. Így van ez ma is. Szarajevó és Banja Luka között is, ezen a völgyön vezet keresztül a legrövidebb út.
A boszniai háború idején súlyos harcok helyszíne volt.

## Települések a folyó mentén
Nagyobb városok: Travnik, Vitez.